# 현대오트론
현대오트론(現代오트론,영어: Hyundai AUTRON)주식회사는 현대자동차그룹의 자동차부품 계열사로, 차량의 전자제어 분야 연구개발을 목적으로 2012년 설립된 대한민국의 기업이다. 경기도 성남시 판교 테크노밸리의 기존 사옥에서, 연구인력 증가로 인한 시설 확보 등을 목적으로 2018년 신사옥으로 이전해 2021년까지 삼성역 인근(서울시 강남구 테헤란로113길 12)에 위치해 있다.
2021년 2월 25일, '현대자동차그룹 SW 역량 강화를 위한 소프트웨어 3사 (현대오토에버, 현대엠엔소프트, 현대오트론) 합병' 건이 주주총회에서 통과하였다. 이로써 2021년 4월 1일 부로 현대오트론은 현대오토에버에 흡수합병되었다. 사옥은 삼성역 사옥을 유지하고 있다.